# Bergven
Bergven (Agrostis vinealis) är ett flerårigt, lågt växande gräs. Arten växer vanligtvis på berghällar eller i sandmarker från Skåne upp till Gästrikland.
Bergven är lik Brunven.

## Externa länkar

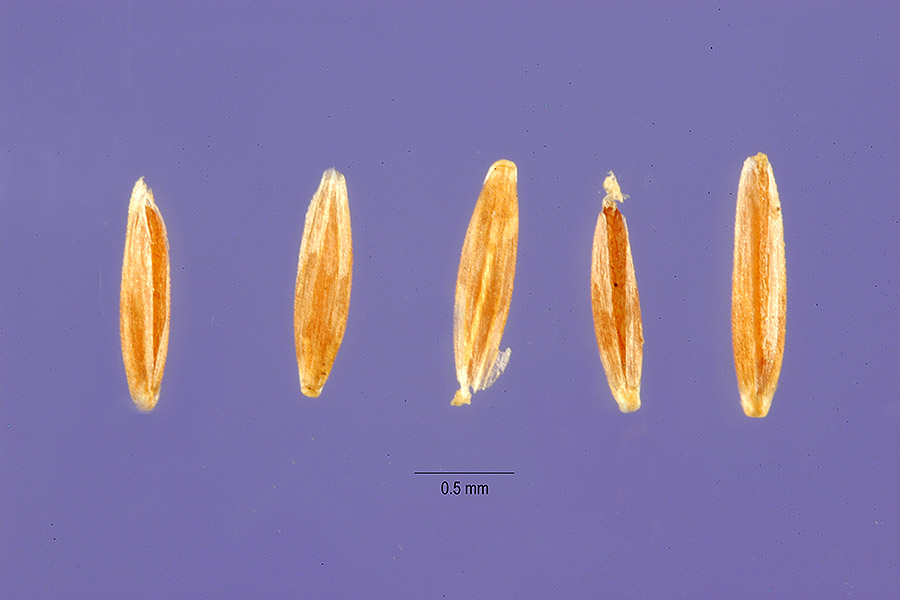
Frön från bergven